# 1988 na ciência

## Mortes
| Data            | Nome                           | Profissão               | Nacionalidade                  | Observações | Ref                           |
| --------------- | ------------------------------ | ----------------------- | ------------------------------ | --- | ----------------------------- |
| 11 de janeiro   | Isidor Isaac Rabi              | físico                  | Estados Unidos                 | n. 1898 Nobel da Física 1944 | [ 1 ]                         |
| 28 de janeiro   | Klaus Fuchs                    | físico                  | Império Alemão                 | n. 1911 |                               |
| 15 de fevereiro | Richard Feynman                | físico                  | Estados Unidos                 | n. 1918 Nobel da Física 1965 Medalha Oersted 1972                                                                                  | [ 1 ] [ 2 ]                   |
| 7 de março      | Edmund Berkeley                | cientista de computação | Estados Unidos                 | n. 1909 |                               |
| 8 de março      | Robert Minard Garrels          | geoquímico              | Estados Unidos                 | n. 1916 Medalha Arthur L. Day 1966 Prémio V. M. Goldschmidt 1973 Medalha Penrose 1978 Medalha Wollaston 1981 Medalha Roebling 1981 | [ 3 ] [ 4 ] [ 5 ] [ 6 ] [ 7 ] |
| 3 de maio       | Lev Pontryagin                 | matemático              | Império Russo                  | n. 1908 |                               |
| 27 de maio      | Antônio Carlos Pacheco e Silva | médico                  | Brasil                         | n. 1898 |                               |
| 14 de agosto    | Hollis Dow Hedberg             | geólogo                 | Estados Unidos                 | n. 1903 Medalha Mary Clark Thompson 1973 Medalha Wollaston 1975 Medalha Penrose 1980                                               | [ 8 ] [ 6 ] [ 5 ]             |
| 1 de setembro   | Luis Walter Alvarez            | físico                  | Estados Unidos                 | n. 1911 Nobel da Física 1968 Prémio Enrico Fermi 1987                                                                              | [ 1 ] [ 9 ]                   |
| 31 de outubro   | George Eugene Uhlenbeck        | físico                  | Países Baixos / Estados Unidos | n. 1900 Medalha Lorentz 1970 Medalha Max Planck 1964                                                                               | [ 10 ] [ 11 ]                 |
| 31 de outubro   | Vasco Ronchi                   | físico                  | Itália                         | n. 1897 |                               |
| 25 de novembro  | Dmitrii Evgenevich Menshov     | matemático              | Império Russo                  | n. 1892 |                               |
| 2 de dezembro   | Klaus-Joachim Zülch            | neurologista            | Império Alemão                 | n. 1910 |                               |

## Prémios

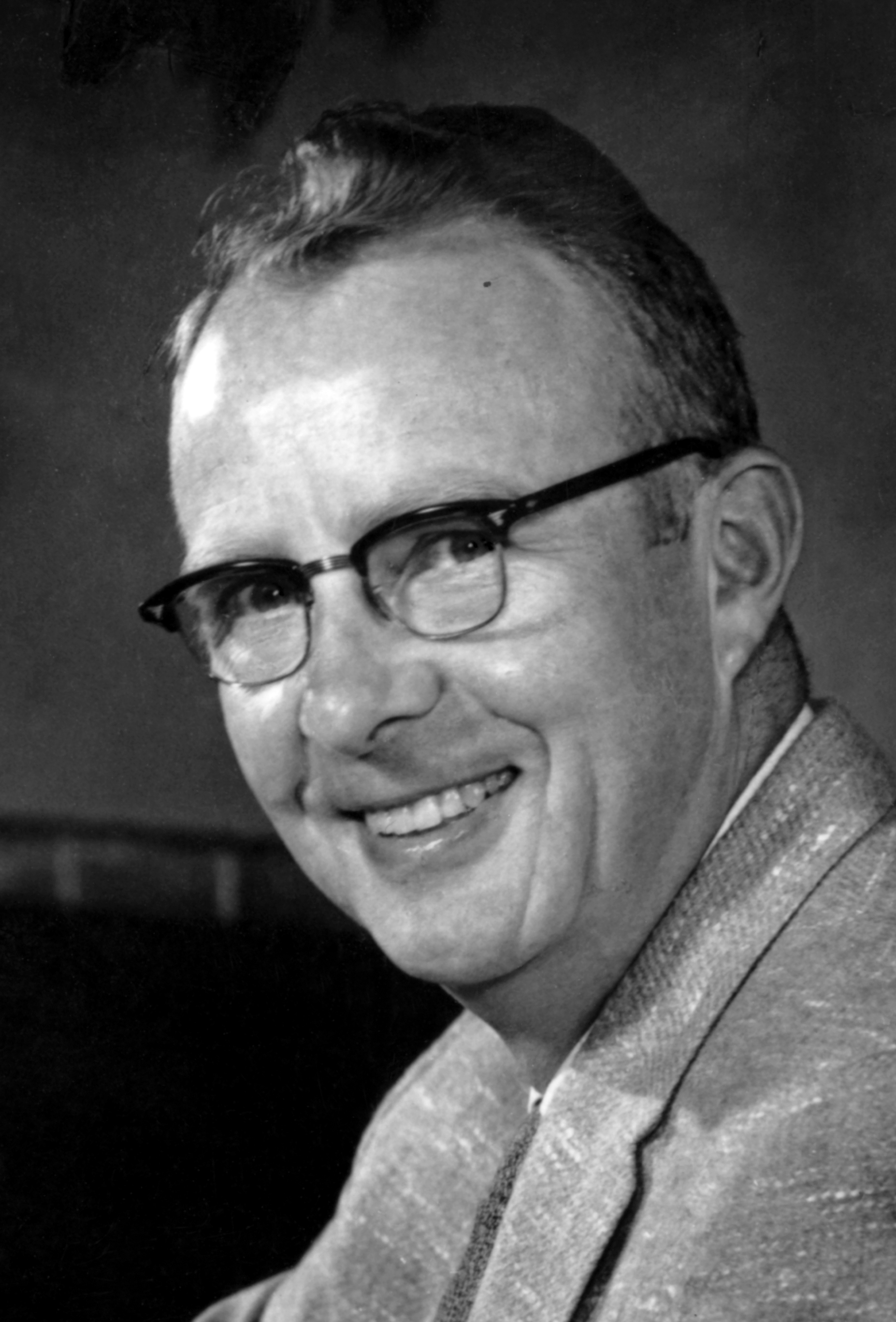
Luis Walter Alvarez
1911 - 1988

### Medalha Albert Einstein
- John Archibald Wheeler[12]

### Medalha Arthur L. Day
- E. Bruce Watson[3]

### Medalha Bruce
- John G. Bolton[13]

### Medalha Centenário de David Livingstone
- Jane M. Soons[14]

### Medalha Copley
- Michael Atiyah[15]

### Medalha Daniel Giraud Elliot
- Jon Ahlquist[16] e Charles Sibley[16]

### Medalha Darwin
- W. D. Hamilton[17]

### Medalha Davy
- JA Pople[18]

### Medalha Elliott Cresson
- Harry George Drickamer[19]

### Medalha Flavelle
- Robert Haynes[20]

### Medalha Guy
- prata - J. Aitchison[21]
- bronze - S.C. Darby[22]

### Medalha de Honra IEEE
- Calvin Quate[23]

### Medalha Hughes
- Archibald Howie[24] e Whelan, M.J.M.J. Whelan[24]

### Medalha Howard N. Potts
- Dudley Dean Fuller[25]

### Medalha James B. Macelwane
- Marcia McNutt[26]

### Medalha Leonard
- Klaus Keil[27]

### Medalha Lyell
- Richard Gilbert West[28]

### Medalha Maurice Ewing
- Wolfgang H. Berger[29]

### Medalha Max Planck
- Valentine Bargmann[11]

### Medalha Memorial Rutherford
- Física - Claude Leroy[30]
- Química - Raymond J. Andersen[30]

### Medalha Murchison
- Ian Gass[31]

### Medalha Nacional de Ciências
- Ciência do Comportamento e Social - Milton Friedman[32]
- Ciências Biológicas - Michael Stuart Brown,[32] Stanley Norman Cohen,[32] Joseph Goldstein,[32] Maurice Hilleman,[32] Eric Kandel,[32] Rosalyn Yalow[33]
- Química - William Oliver Baker,[32] Konrad Bloch,[32] Elias James Corey[32]
- Ciências da Engenharia - Daniel Drucker,[32] Willis Hawkins[32] e George W. Housner[32]
- Ciências Matemáticas, Estatísticas e Computacionais - Ralph Gomory[32] e Joseph Keller[33]
- Ciências Físicas - David Allan Bromley, Chu Ching-wu,[32] Walter Kohn,[33] Norman Foster Ramsey[33] e Jack Steinberger[33]

### Medalha Oersted
- Norman Foster Ramsey[2]

### Medalha de Ouro do IStructE
- Anthony Flint[34]

### Medalha de Ouro Lomonossov
- Sergei Sobolev[35] e Jean Leray[35]

### Medalha de Ouro Pio XI
- Luis Caffarelli[36]

### Medalha de Ouro da Royal Astronomical Society
- Don L. Anderson[37] e Cornelis de Jager[37]

### Medalha Penrose
- Robert S. Dietz[5]

### Medalha Roebling
- Julian Goldsmith[7]

### Medalha Sylvester
- Charles Wall[38]

### Medalha Theodore von Karman
- Y. K. Lin[39]

### Medalha Timoshenko
- George Batchelor[40]

### Medalha Real
- Harold Barlow,[41] Winifred Watkins[41] e George Batchelor[41]

### Medalha Rumford
- Felix J. Weinberg[42]

### Medalha William Bowie
- Hannes Alfvén[43]

### Medalha Wollaston
- Alfred Ringwood[6]

### Prémio A.G. Huntsman
- Carl Wunsch[44]

### Prémio Alfred P. Sloan Jr.
- Yasutomi Nishizuka[45]

### Prémio Berwick
- David Epstein[46]

### Prémio Charles S. Mott
- Alfred George Knudson[45]

### Prémio Chauvenet
- Stephen Smale[47]

### Prémio Crafoord
- Pierre Deligne[48] e Alexander Grothendieck[48]

### Prémio Enrico Fermi
- Richard B. Setlow e Victor Weisskopf[9]

### Prémio George David Birkhoff
- Elliott Lieb[49]

### Prémio Harvey
- Pierre-Gilles de Gennes[50]

### Prémio Kettering
- Sam Shapiro[45] e Philip Strax[45]

### Prémio Kyoto
- Noam Chomsky,[51] Noam Chomsky[51] e John McCarthy[52]

### Prémio Leroy P. Steele
- Gian-Carlo Rota,[53] Deane Montgomery[53] e Sigurdur Helgason[53]

### Prémio Nobel
- Física - Leon M. Lederman,[1] Melvin Schwartz,[1] Jack Steinberger[1]
- Química - Johann Deisenhofer,[54] Robert Huber,[54] Hartmut Michel[54]
- Medicina - Sir James W. Black,[55] Gertrude B. Elion,[55] George H. Hitchings[55]
- Economia - Maurice Allais[56]

### Prêmio Pólya
- Charles Wall[57]

### Prémio Princesa das Astúrias
- Manuel Cardona[58] e Marcos Moshinsky[58]

### Prémio Remsen
- Mildred Cohn[59]

### Prémio Turing
- Ivan Sutherland[60]

### Prêmio V. M. Goldschmidt
- Harold C. Helgeson[4]

### Prémio Willard Gibbs
- Rudolph Arthur Marcus[61]

### Prémio Wolf de Matemática
- Lars Hörmander[62] e Friedrich Hirzebruch[62]

### Prémio Wolf de Física
- Roger Penrose[63] e Stephen Hawking[63]

### Prémio Whitehead
- Mary Rees,[64] P. J. Webb[64] e Andrew Wiles[64]

### Prémio Wolf de Física
- Roger Penrose[65] e Stephen Hawking[65]